# Miguel Mariano Gómez

Miguel Mariano Gómez y Arias (6 de outubro de 1889 - 26 de outubro de 1950) foi um político cubano que atuou como Presidente de Cuba durante sete meses em 1936.
Gómez era filho do segundo presidente de Cuba, José Miguel Gómez. Nascido em Sancti Spíritus, Cuba, serviu em vários mandatos na Câmara dos Deputados de Cuba, e em 1926 foi eleito prefeito de Havana. Como participante da revolta de 1931 contra o governo, foi para o exílio em Nova Iorque, voltando a Cuba em 1933, após a destituição do presidente Gerardo Machado. Em 1934, foi novamente eleito prefeito de Havana.
Após anos de instabilidade política, Miguel Mariano Gómez foi eleito presidente de Cuba. Empossado em 20 de maio de 1936 atuou até dezembro, quando foi cassado e afastado do cargo por um grupo que incluía o futuro ditador, Fulgencio Batista. Ele, então, saiu de Cuba para os Estados Unidos e voltou a Cuba em 1939. Em 1940, candidatou-se novamente a prefeito de Havana, mas perdeu para Raul Menocal. Posteriormente, se aposentou da vida pública.
Miguel Mariano Gómez morreu em Havana, em 1950, aos 61 anos após uma longa doença.